# Парламентарни избори у Аустрији 1986.
Парламентарни избори у Аустрији 1986. су одржани 23. новембра 1986. и били су 17. парламентарни избори у историји Аустрије. Најјача партија је остала , коју је предводио тадашњи савезни канцелар Франц Враницки, а која је ипак изгубила и гласове и мандате. И друга најјача странка , коју је предводио Алојз Мок, је такође изгубила гласове и мандате.  коју је по први пут на изборима предводио Јерг Хајдер је освојила много више гласова и мандата и била је трећа најјача странка у Аустрији. По први пут у парламент Аустрије је ушла и странка Зелени - Зелена алтернатива (GRÜNE) чија је предсдница била Фреда Мајснер-Бло.

## Позадина
Након што је Јерг Хајдер на месту председника FPÖ-а заменио Норберта Стегера, канцелар Враницки није хтео да настави коалицију са FPÖ-ом и расписао је ране изборе. 

## Изборни резултати
| Политичка партија                                                       | гласова   | гласова  | %    | %    | број посланика | број посланика |
| Политичка партија                                                       | 1986      | ±        | 1986 | ±    | 1986           | ±              |
| ----------------------------------------------------------------------- | --------- | -------- | ---- | ---- | -------------- | -------------- |
| Социјалдемократска партија Аустрије ()                                  | 2.092.024 | -220.505 | 43,1 | -4,5 | 80             | -10            |
| Аустријска народна странка ()                                           | 2.003.663 | -94.145  | 41,3 | -1,9 | 77             | -4             |
| Слободарска партија Аустрије ()                                         | 472.205   | +230.416 | 9,7  | +4,7 | 18             | +6             |
| Зелени - Зелена алтернатива ()                                          | 234.028   | -        | 4,8  | -    | 8              | +8             |
| Остале партије                                                          | 50.268    | -        | 1,0  | -    | 0              | 0              |
| Укупно                                                                  | 4.852.188 |          | 100  |      | 183            |                |
| Извори: Резултати парламентарних избора у Аустрији 1945-2002, Аустрија, |           |          |      |      |                |                |

- Од 5.461.414 регистрованих гласача на изборе је изашло 90,46%

## Последице избора
После избора SPÖ и ÖVP су постигли договор о великој коалицији, а Слободарска партија је морала у опозицију. Франц Враницки (SPÖ) је остао савезни канцелар, Алојз Мок ÖVP је постао вицеканцелар и министар спољних послова. 
Поред Слободарске партије која је освојила мандате и скоро дупло више гласова него на прошлим изборима, велику медијску пажњу је привукла и нова странка у парламенту, Зелени - Зелена алтернатива. Спољашњи изглед те странке се разликовао од представника других политичких партија. Уместо одела и кравате представници „зелених“ су носили нормалну уличну одећу.